# 2263 Shaanxi
2263 Shaanxi eller 1978 UW1 är en asteroid i huvudbältet som upptäcktes den 30 oktober 1978 av Purple Mountain-observatoriet i Nanjing, Kina. Den är uppkallad efter den kinesiska provinsen Shaanxi.
Asteroiden har en diameter på ungefär 26 kilometer och den tillhör asteroidgruppen Eos.